# Ostoja (ekologia)
Ostoja (refugium) – w ekologii i ochronie przyrody jest to obszar wyróżniający się pod względem przyrodniczym, na którym występują rzadkie, ginące, zagrożone gatunki roślin lub zwierząt czy zanikające typy ekosystemów. Przykładowo, refugiami dla
leśnych gatunków roślin w krajobrazie rolniczym mogą być zarośla śródpolne, wyspy leśne itp.
W biogeografii pojęciem tym określa się stanowiska reliktowych lub izolowanych populacji organizmów niegdyś szerzej rozpowszechnionych. Izolacja ta może być wynikiem działania czynników klimatycznych lub antropogenicznych (np. wylesienia). Z refugiami związane jest zjawisko endemizmu.